# Премія «Люм'єр» (11-та церемонія)
11-та церемонія вручення Премії Люм'єр французької Академії Люм'єр відбулася 21 лютого 2006 у Парижі. Церемонія проходила під головуванням Клаудії Кардинале. Фільм І моє серце завмерло отримав перемогу як «Найкращий фільм».

## Переможці
| Нагорода                                         | Переможець                        |
| ------------------------------------------------ | --------------------------------- |
| Найкращий фільм                                  | І моє серце завмерло              |
| Найкращий режисер                                | Філіп Гаррель — Постійні коханці  |
| Найкращий актор                                  | Ромен Дюрі — І моє серце завмерло |
| Найкраща акторка                                 | Ізабель Юппер — Габріель          |
| Найкращий сценарій                               | Міхаель Ганеке — Приховане        |
| Найперспективніший актор                         | Жоан Ліберо — Холодний душ        |
| Найперспективніша акторка                        | Фанні Валетт — Маленький Єрусалим |
| Найкращий франкомовний фільм                     | Дитя                              |
| Приз глядацьких симпатій (представлено TV5Monde) | Прийди, побач і стань             |